# Formica subaenescens
Formica subaenescens é uma espécie de formiga do gênero Formica, pertencente à subfamília Formicinae.